# Вирий Ауденций Эмилиан
Вирий Ауденций Эмилиан (лат. Virius Audentius Aemilianus) — римский политический деятель второй половины IV века.
О биографии Вирия Ауденция Эмилиана сохранилось мало сведений. До 383 года он занимал должность консуляра Кампании. Известно, что во время его управления провинцией были переданы статуи для украшения Севериановых терм в Литерне. Между 379 и 383 годом Эмилиан находился на посту проконсула Африки. Он был патроном Путеол.